# Вандер
Вандер (англ. Wander) — детективний фільм Апріла Мюллена 2020 року, прем'єра якого відбулася 11 вересня на Фестивалі американського кіно в Довілі (Франція).

## Сюжет
Артур Бретнік (Аарон Екгарт) декілька років тому загубив свою доньку, і тепер приїжджає до містечка Вандер, а потім дізнається що всі події пов'язані з вбивством його доньки.

## У ролях
| Актор          | Роль                |
| -------------- | ------------------- |
| Аарон Екгарт   | Артур Бретнік       |
| Томмі Лі Джонс | Джимі Слідс         |
| Кетрін Винник  | Ельза Вайсрой       |
| Гізер Грем     | Шеллі Лускомб       |
| Реймонд Крус   | шериф Луїс Сантьяго |